# Waldo (Kansas)
Waldo – miasto w Stanach Zjednoczonych, w stanie Kansas, w hrabstwie Russell.